# Stepanivka, Vasîlkiv
Stepanivka (în ucraineană Степанівка) este un sat în comuna Vilșanska-Novoselîțea din raionul Vasîlkiv, regiunea Kiev, Ucraina.

## Demografie
Componența lingvistică a localității Stepanivka
     Ucraineană (100%)
Conform recensământului din 2001, toată populația localității Stepanivka era vorbitoare de ucraineană (100%).